# Curmont
Curmont település Franciaországban, Haute-Marne megyében. Lakosainak száma 12 fő (2022. január 1.). Curmont Colombey les Deux Églises, Colombey-les-Deux-Églises és Lamothe-en-Blaisy községekkel határos.

## Népesség
A település népességének változása:
| Lakosok száma | 17   | 17   | 13   | 15   | 13   | 12   | 12   | 12   | 12   | 12   |
|               | 1968 | 1982 | 1990 | 2006 | 2013 | 2015 | 2017 | 2019 | 2020 | 2022 |